# Auguste François-Marie de Colbert-Chabanais

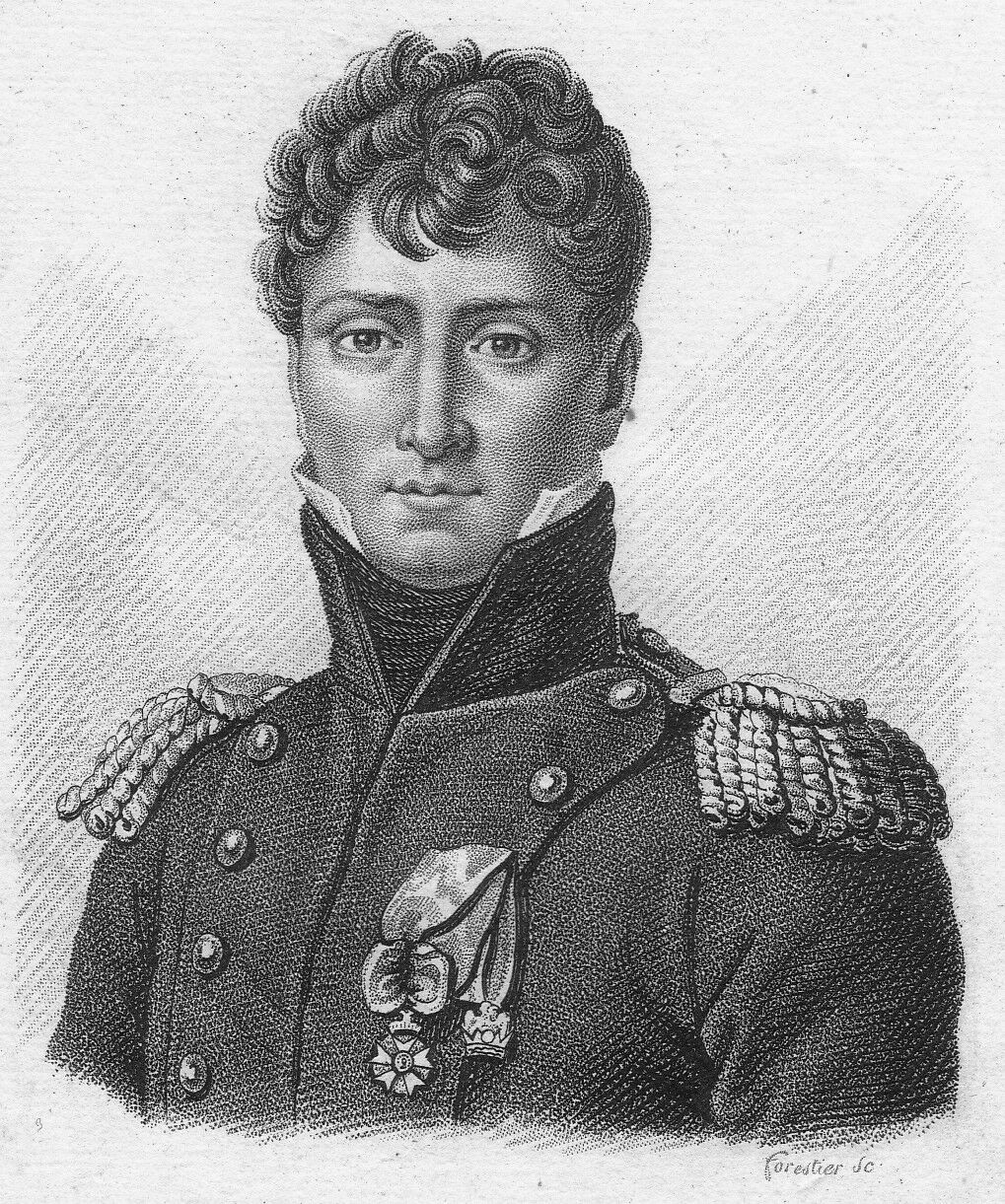
Auguste François-Marie de Colbert-Chabanais

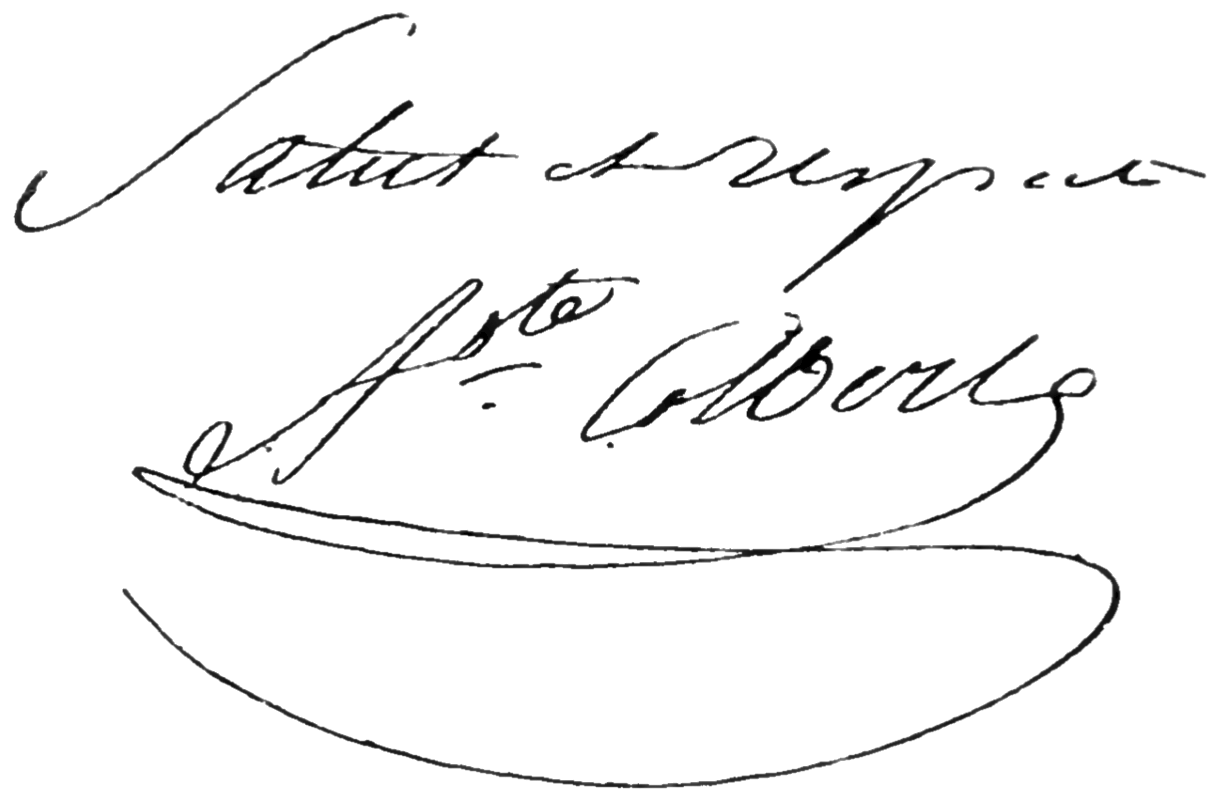
Signatur

Auguste François-Marie de Colbert-Chabanais (* 16. Oktober 1777 in Paris; † 3. Januar 1809 bei Cacabelos, Spanien) war ein französischer Général de brigade der Kavallerie.

## Leben
Colbert-Chabanais entstammt der Adelsfamilie Colbert; sein Vater war Maréchal de camp Louis Henri Colbert (1737–1792), seine Mutter dessen zweite Ehefrau Marie-Jeanne David. Die Generäle Louis-Pierre und Pierre David de Colbert-Chabanais waren seine Brüder.
Colbert-Chabanais trat als Freiwilliger in die Armee ein, wurde aber schon sehr bald als Aide-de-camp in den Stab von Marschall Emmanuel de Grouchy berufen.
Als Napoleon 1798 seinen Feldzug nach Ägypten startete, war Colbert-Chabanais dabei und konnte sich mehrfach durch Tapferkeit auszeichnen. Während der Belagerung von Akkon (März/April 1799) wurde er sehr schwer verwundet und kehrte u. a. mit General Louis Charles Antoine Desaix nach Frankreich zurück.
Nach seiner Gesundung wechselte er in den Stab von Napoleon und kämpfte bei Marengo (14. Juni 1800), Elchingen (14. Oktober 1805) und Austerlitz (2. Dezember 1805). Weihnachten 1805 wurde Colbert-Chabanais zusammen mit Colonel Claude Testot-Ferry von Napoleon nach Sankt Petersburg zu Zar Alexander I. entsandt.
Nach seiner Rückkehr kam Colbert-Chabanais im Rang eines Colonel zu den Lanzenreitern der Garde impériale. Während dieser Zeit heiratete er Marie-Josephine, eine Tochter von General Jean-Baptiste de Canclaux und hatte mit ihr zwei Söhne. Die Familie lebte auf Château du Saussay einem Besitz der Familie Canclaux. Nach seinem Tod heiratete seine Witwe nach fünfjähriger Trauer am 20. Oktober 1814 den Politiker Pierre Arnauld de La Briffe.
Ab Herbst 1806 war Colbert-Chabanais im Stab von Marschall Michel Ney und kämpfte vor Jena (14. Oktober 1806), Preußisch Eylau (7./8. Februar 1807) und Friedland (14. Juni 1807).
Ab 1808 diente Colbert-Chabanais in den Napoleonischen Kriegen in Spanien. Unter Führung von General Jean-Baptiste Bessières nahm er an den Kämpfen bei Medina de Rioseco (14. Juli 1808), Bailén (18./22. Juli 1808) teil. In der Schlacht von Tudela (23. November 1808) kämpfte er u. a. zusammen Jean Isidore Harispe unter Befehl von Marschall Jean Lannes.
In der Schlacht bei Cacabelos (3. Januar 1809) wurde Colbert-Chabanais von dem britischen Scharfschützen Thomas Plunkett erschossen. Seine letzte Ruhestätte fand er in der Nähe des Schlachtfeldes.

## Trivia
Der Porträtist François Gérard (1770–1837) fertigte für die Schlachtengalerie (Prinzenflügel) in Schloss Versailles ein Porträt von Colbert-Chabanais.

## Ehrungen
- Comte de l’Émpire
- 11. Dezember 1803 Chevalier der Ehrenlegion
- Nach einem Dekret Napoleons vom 1. Januar 1810 sollte eine Statue von Colbert-Chabanais auf dem Pont de la Concorde (Paris) zum ewigen Gedenken aufgestellt werden; der Plan kam nie zur Ausführung.
- Sein Name findet sich am westlichen Pfeiler (38. Spalte) des Triumphbogens am Place Charles-de-Gaulle (Paris).